# جایزه بزرگ برزیل ۱۹۷۹
جایزه بزرگ برزیل ۱۹۷۹ (انگلیسی: ‎1979 Brazilian Grand Prix‎) یک مسابقهٔ موتوری در رشتهٔ اتومبیل‌رانی فرمول یک بود که در تاریخ ۴ فوریهٔ ۱۹۷۹ در پیست اتومبیل‌رانی اینترلاگوس واقع در سائو پائولو، برزیل برگزار شد. این گراند پری در میان ۱۵ گراند پری در فصل ۱۹۷۹، مسابقهٔ شمارهٔ ۲ بود.
در این مسابقه که در ۴۰ دور و به مسافت ۳۱۸٫۴۰۰ کیلومتر (۱۹۷٫۸۴۵ مایل) برگزار شد، پول پوزیشن توسط ژاک لافیت کسب شد و سریع‌ترین زمان برای طی یک دور پیست که برابر با ۲:۲۸٫۷۶ بود نیز توسط ژاک لافیت به ثبت رسید.
ژاک لافیت از تیم لیجیه-فورد، پاتریک دیپلر از تیم لیجیه-فورد و کارلوس روتمان از تیم لوتوس-فورد به‌ترتیب مقام‌های اول تا سوم مسابقه را کسب کردند.

## رده‌بندی قهرمانی پس از مسابقه
| جایگاه | راننده        | امتیاز |
| ------ | ------------- | ------ |
| ۱      | ژاک لافیت     | ۱۸     |
| ۲      | کارلوس روتمان | ۱۰     |
| ۳      | پاتریک دیپلر  | ۹      |
| ۴      | جان واتسون    | ۴      |
| ۵      | دیدیه پرونی   | ۳      |
| منبع:  |               |        |

| جایگاه | سازنده      | امتیاز |
| ------ | ----------- | ------ |
| ۱      | لیجیه-فورد  | ۲۷     |
| ۲      | لوتوس-فورد  | ۱۲     |
| ۳      | مک‌لارن-فورد | ۴      |
| ۴      | تایرل-فورد  | ۳      |
| ۵      | فراری       | ۳      |
| منبع:  |             |        |

یادداشت
- تنها پنج جایگاه نخست از هر رده‌بندی نمایش داده شده است.